# زبراسلاف (ناحیه برنو-تسوونتری)
زبراسلاف (به چکی: Zbraslav) یک منطقهٔ مسکونی در جمهوری چک است که در ناحیه برنو-تسوونتری واقع شده‌است. زبراسلاف ۸٫۹۴ کیلومتر مربع مساحت و ۱٬۲۵۹ نفر جمعیت دارد و ۴۵۸ متر بالاتر از سطح دریا واقع شده‌است.